# Melissa (Dossi)
Pour les articles homonymes, voir Melissa.
Melissa est une peinture à l'huile sur toile (176 × 174 cm) du peintre italien de l'École de Ferrare Dosso Dossi, datable d'environ 1522-1524, conservée à la Galerie Borghèse à Rome. Elle est considérée comme la peinture la plus célèbre de l'artiste.

## Histoire
L'œuvre a sans doute été commandée par le duc de Ferrare Alphonse Ier d'Este, alors en deuil de sa femme Lucrèce Borgia et de son frère Hippolyte Ier, mais aussi malade et craignant pour sa vie. Elle est probablement envoyée de Ferrare par le marquis Bentivoglio au cardinal Scipione Caffarelli-Borghese, vers 1607, avec sept autres œuvres du même artiste.

## Description et style
L'œuvre, longtemps identifiée comme une Circé, représente plus vraisemblablement la bonne sorcière Melissa, protectrice de Bradamante dans diverses chansons de l'Orlando furioso de l'Arioste, publié pour la première fois en 1516, comme le laisserait entendre le chien débonnaire, interprété comme un symbole de fidélité. Elle est représentée selon l'iconographie des sibylles, comme une jeune fille qui lève les yeux vers un groupe de guerriers réduits à des pantins suspendus à un arbre, probablement victimes des sorts d'Alcina, l'une des fées maléfiques du poème.
La sorcière est représentée dans un paysage vêtue de somptueux vêtements, décorés de broderies et de brocart, avec un turban doré. Elle est assise à l'intérieur d'un cercle magique, c'est-à-dire un territoire délimité lors de la préparation du sort, et, regardant fixement vers la gauche, elle tient dans sa main une table avec des symboles arcanes à réciter et à copier pendant le rituel et une torche qui allume le brasier situé en bas à droite, symbole de voyance en tant qu'attribut de la déesse Hécate. Sur la gauche, sont figurés une armure brillante, un chien et quelques oiseaux, les animaux typiques qui apparaissent dans le sillage des sorcières et des enchanteresses. Des « homoncules », peut-être un symbole d'âmes emprisonnées, sont suspendus à l'arbre de gauche. En arrière-plan, des jeunes rendent hommage au groupe du Concert champêtre de Titien.
Les couleurs, le paysage, la richesse des habits et les atmosphères reflètent l'influence de la peinture vénitienne, notamment de Giorgione et Titien, enrichis de notes exotiques et virtuoses, comme les différents effets de texture des matériaux, du métal au tissu épais. La richesse des suggestions symboliques et littéraires, parfois ésotériques, aujourd'hui pas totalement traçables, est aussi caractéristique.

## Interprétation
Dosso Dossi semble représenter Melissa comme une protectrice de la Maison d'Este, comme une une sorte de « porte-bonheur » pictural personnel du duc. L'œuvre peut être interprétée comme une métaphore du retour à la vie du duc, grâce notamment à l'amour retrouvé auprès de Laura Dianti, une dame de sa cour.

## Postérité
La peinture fait partie du musée imaginaire de l'historien français Paul Veyne, qui le décrit dans son ouvrage justement intitulé Mon musée imaginaire.